# Amalodeta
Amalodeta este un gen de insecte lepidoptere din familia Arctiidae.

Cladograma conform Catalogue of Life:
| Amalodeta | \| \| Amalodeta electraula \| \| \| \| \| \| Amalodeta tineoides \| \| \| \| |
|           | \| \| Amalodeta electraula \| \| \| \| \| \| Amalodeta tineoides \| \| \| \| |
|           | Amalodeta electraula                                                         |
|           |                                                                              |
|           | Amalodeta tineoides                                                          |
|           |                                                                              |